# Marżynek
Marżynek [pronunciación en polaco: /marˈʐɨnɛk/] es un pueblo en el distrito administrativo de Gmina Zapolice, dentro del condado de Zduńska Wola, voivodato de Łódź, en el centro de Polonia. Se encuentra aproximadamente 5 kilómetros al noreste de Zapolice, 5 kilómetros al suroeste de Zduńska Wola, y 44 kilómetros al suroeste de la capital regional, Łódź. 